# Astragalus linczevskii
Astragalus linczevskii är en ärtväxtart som beskrevs av Nikolai Fedorovich Gontscharow. Astragalus linczevskii ingår i släktet vedlar, och familjen ärtväxter. Inga underarter finns listade i Catalogue of Life.